# Джелинек, Мария
Мария Джелинек (англ. Maria Jelinek от чеш. Maria Jelínková; род. 16 ноября 1942 года в Праге, Протекторат Богемии и Моравии (современная Чехия)) — канадская фигуристка, выступавшая в парном катании.  В паре с братом Отто Джелинеком —  чемпионка мира и двукратная чемпионка Канады.
М. Джелинек родилась в Праге, но в 1948 году в начале Холодной войны семья переехала в Канаду. Во время любительской карьеры паре было запрещено выступать в Чехословакии, но, несмотря на это, они выступили на проводимом в их родном городе чемпионате мира 1962 года и выиграли чемпионский титул, после чего завершили карьеру.
После завершения любительской карьеры несколько сезонов выступали в шоу "Ice Capades".
В 1962 году была введена в Зал спортивной Славы Канады, в 1994 — в Канадский зал Славы фигурного катания.

## Результаты выступлений
| Соревнования/Год        | 1955 | 1956 | 1957 | 1958 | 1959 | 1960 | 1961 | 1962 |
| ----------------------- | ---- | ---- | ---- | ---- | ---- | ---- | ---- | ---- |
| Зимние Олимпийские игры |      |      |      |      |      | 4    |      |      |
| Чемпионат мира          |      |      | 3    | 3    | 4    | 2    |      | 1    |
| Чемпионат Канады        | 1 J. | 2    | 2    | 2    |      | 2    | 1    | 1    |

- J = юниорский уровень